# Moon River
Pour les articles homonymes, voir Moon et River.
Clip vidéo
(en) « Audrey Hepburn - Moon River - film Diamants sur canapé (1961) », sur www.youtube.com (consulté en février 2022)
Moon River (« Rivière de Lune », en anglais) est une chanson d'amour allégorique américaine, composée par Henry Mancini, avec des paroles de Johnny Mercer, interprétée par l'actrice  britannique Audrey Hepburn,, chez RCA Records pour la musique de la comédie romantique Diamants sur canapé de 1961. Cette chanson glamour mythique de rêve du cinéma américain est n°1 du Billboard 200 américain et Oscar de la meilleure chanson originale 1962.

## Historique

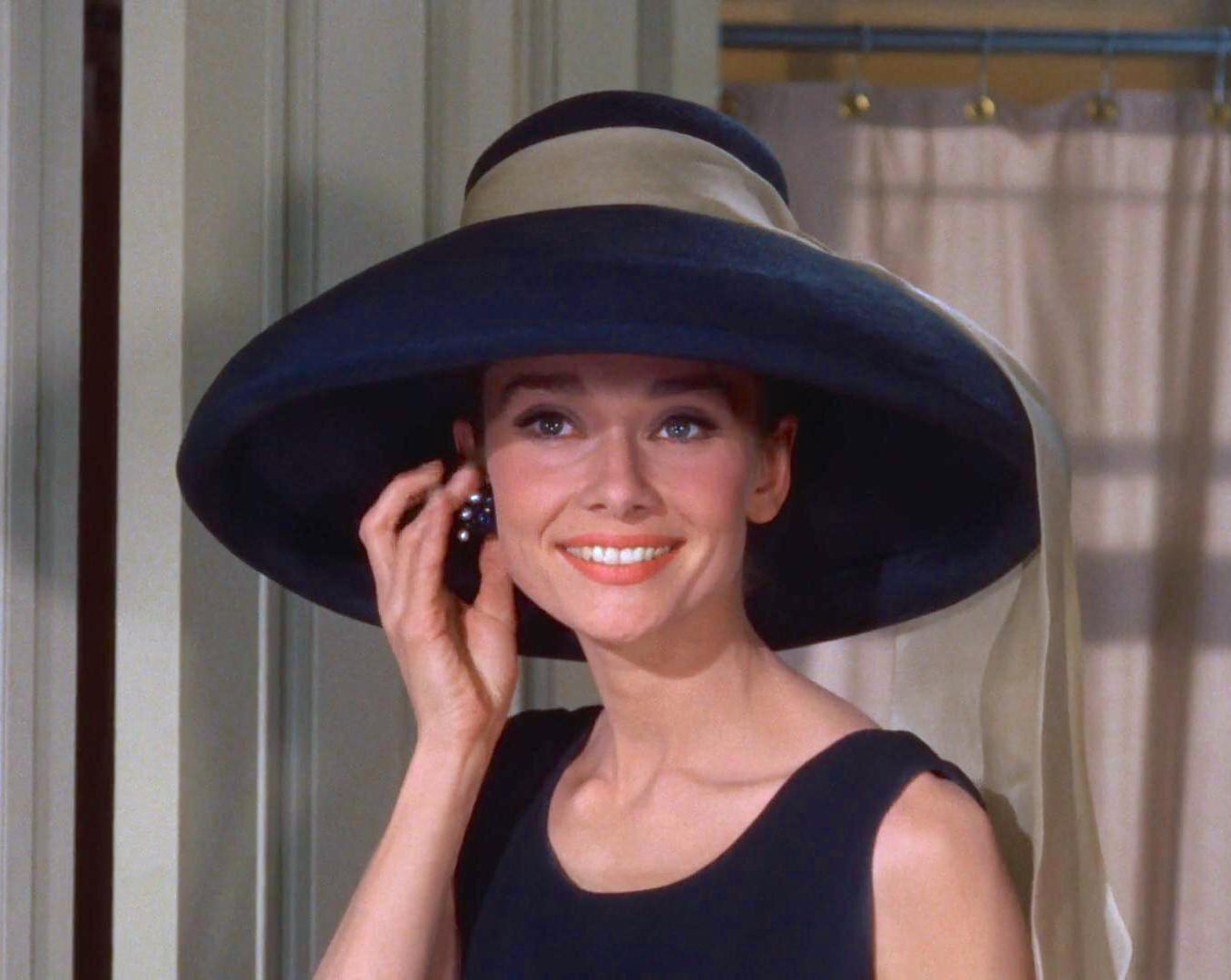
Audrey Hepburn dans la comédie romantique Diamants sur canapé de 1961.

Cette chanson romantique est composée dans le style de la musique western nostalgique Rivière sans retour, de Marilyn Monroe de 1954, ou Cry Me a River, de Julie London,, de 1955.
Sam Wasson rapporte dans son récit de la genèse du film que c'est le réalisateur Blake Edwards (recruté par les producteurs Martin Jurow et Richard Shepherd de la Paramount pour tourner le film Diamants sur canapé) qui désire que ce soit Henry Mancini qui compose la musique et les paroles de la chanson (célèbre compositeur entre autres des Peter Gunn Theme et The Pink Panther Theme). Mais Martin Rackin (en), directeur de la production Paramount, ne retient que la musique d'Henry Mancini, en rejetant ses paroles nostalgiques, et en préférant des paroles capables de retranscrire l'« élégance de Broadway » avec un air cosmopolite. Henry Mancini n'en reste pas là et insiste auprès de Blake Edwards pour composer et écrire la chanson. Edwards arrive à convaincre les producteurs qui déclarent maintenant que « la chanson ne devait pas du tout parler de New York. Elle évoquait une fille originaire de « Tulip » au Texas et devait correspondre à cette image-là ». Henry Mancini doit alors spécialement composer pour Audrey Hepburn dont la tessiture de la voix est limitée (à peine plus d'une octave). L'inspiration vient à Mancini avec trois notes « do, sol, fa » qui lui inspire une mélodie qu'il fait écouter à Blake Edwards. Celui-ci est conquis ainsi que les producteurs Jurow et Shepherd. Ces derniers demandent alors à Mancini avec quel parolier il désire travailler, et Mancini répond alors sans hésitation « avec Johnny Mercer ».

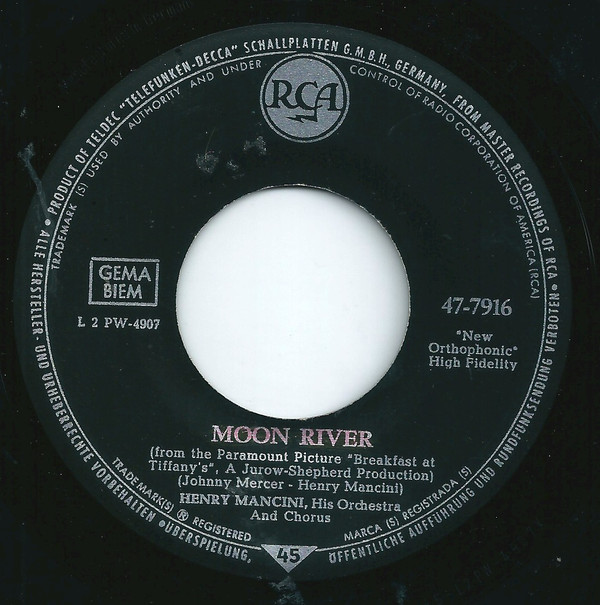

Johnny Mercer, un homme doux et rêveur, originaire de Géorgie, a toujours la nostalgie de son Sud des États-Unis natal et, inspiré par l'histoire de Holly qui, elle, a la nostalgie de son Texas, il propose rapidement trois textes à Mancini. Le premier commence par « I’m Holly, like I want to be / like Holly on a tree back home… » (Je suis Holly, comme je veux l’être / comme Holly sur un arbre de retour à la maison), le second est rejeté, et c'est le troisième qui est retenu, sa version préférée, inspirée de ses souvenirs d'enfance à la Huckleberry Finn de pleine lune au-dessus d'une rivière près de sa maison d'enfance, à Savannah, en Géorgie. Provisoirement baptisé « Blue River », le texte est remanié par Johnny Mercer qui remplace « blue » par « moon » et se met à chanter à Mancini la ballade que l'on connaît…
Les producteurs sont à leur tour séduits, mais reste à convaincre Audrey Hepburn. La perspective de devoir chanter avec sa voix qu'elle trouve plus fluette qu'à l'époque de Drôle de frimousse de 1957 (avec Fred Astaire) l'effraye, mais les faiblesses invoquées deviennent un argument pour le réalisateur Blake Edwards, renforçant son idée qu'au travers d'une interprétation authentique « les spectateurs percevraient dans la faiblesse de ses capacités vocales l'image d'une Holly simple et nature ». Convaincue, Audrey Hepburn commence immédiatement à prendre des cours de guitare et de chant, avec des débuts de prises de vue fixées au 2 octobre 1960.

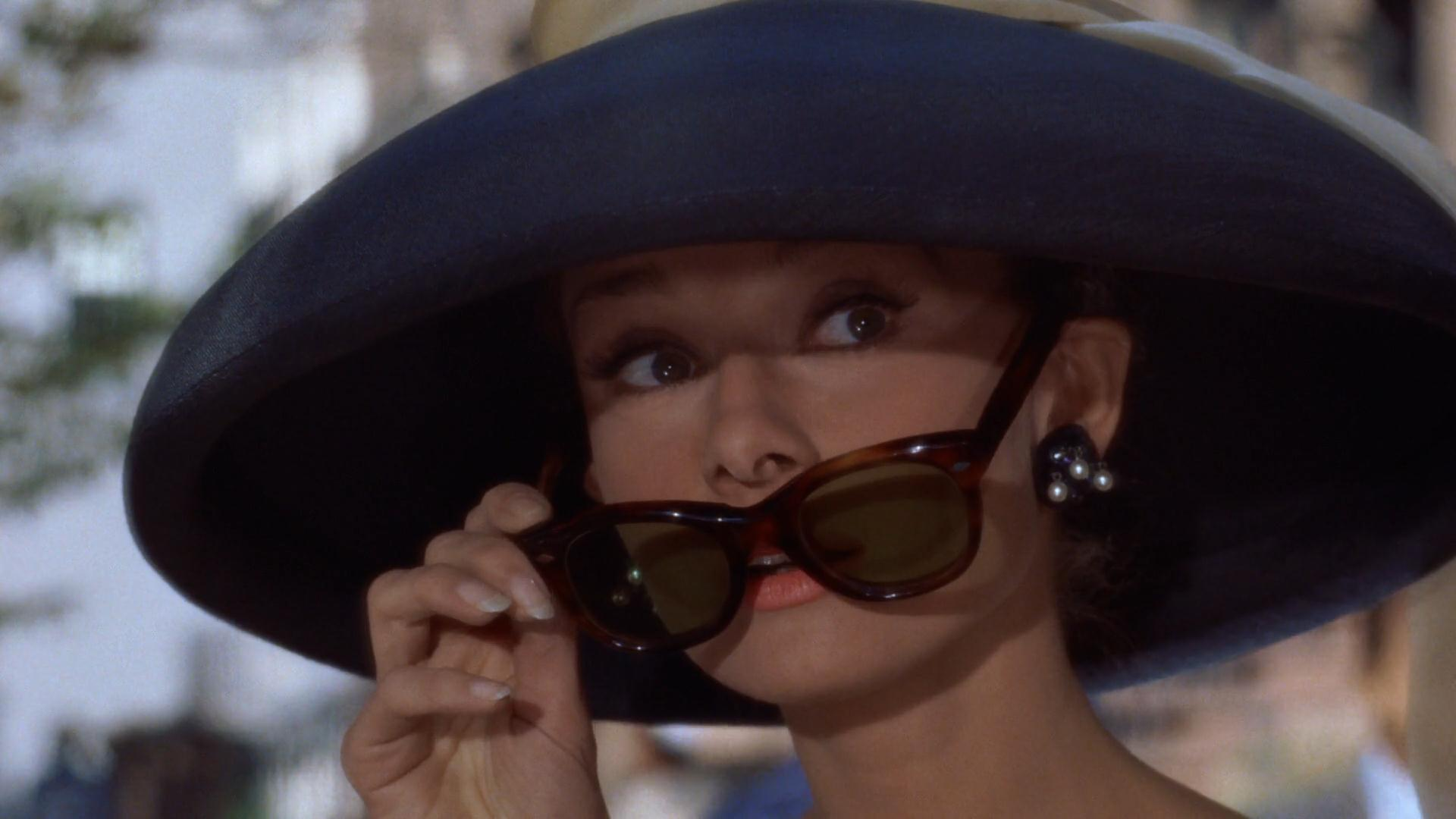

Henry Mancini enregistre son album Breakfast at Tiffany's: Music from the Motion Picture (en) en 1962, mais la version Moon River chantée par Audrey Hepburn n’est pas incluse. Sur les 11 titres qui composent l'album, figurent 2 versions de Moon River : la première est un mixage instrumental-vocal (interprété par des chœurs) tandis que l’album s’achève sur la version Moon River Cha Cha qui, dans le film, illustre musicalement avec d’autres titres comme The Big Blow Out, Loose Caboose, la séquence de la fête organisée par Holly dans son appartement. Johnny Mercer publie sa version du titre sur son album My Huckleberry Friend (en) de 1974.

La version d’Audrey Hepburn n’est commercialisée qu’après son décès, en 1993, dans l’anthologie Music from the Films of Audrey Hepburn (voir section « discographie ») compilant 11 thèmes musicaux de 10 de ses films, dont 2 issus de Diamants sur canapé (instrumental et vocal). C’est un hommage posthume rendu à l’actrice où, dans le livret, le compositeur Henry Mancini (mort 1 an et 5 mois après l’actrice) raconte la genèse de la chanson : 

« Pour Moon River, il est très difficile d’imaginer que j’aurais pu écrire la mélodie et Johnny Mercer les paroles sans qu’Audrey soit impliquée. Je n’ai jamais été plus inspiré que par ce film. […] Moon River a été écrit pour Audrey. Personne d’autre ne l’a jamais si parfaitement compris. Il y a eu plus de mille versions de Moon River, mais la sienne est incontestablement la définitive. Quand nous avons prévisualisé le film, [Martin Rackin] le responsable de Paramount était là et a dit « une chose est sûre, c’est qu’on va virer cette chanson ». Audrey a alors bondi de sa chaise. Mel Ferrer a dû mettre sa main sur son bras pour la retenir. C’est la seule fois où je l’ai vue perdre son contrôle. »

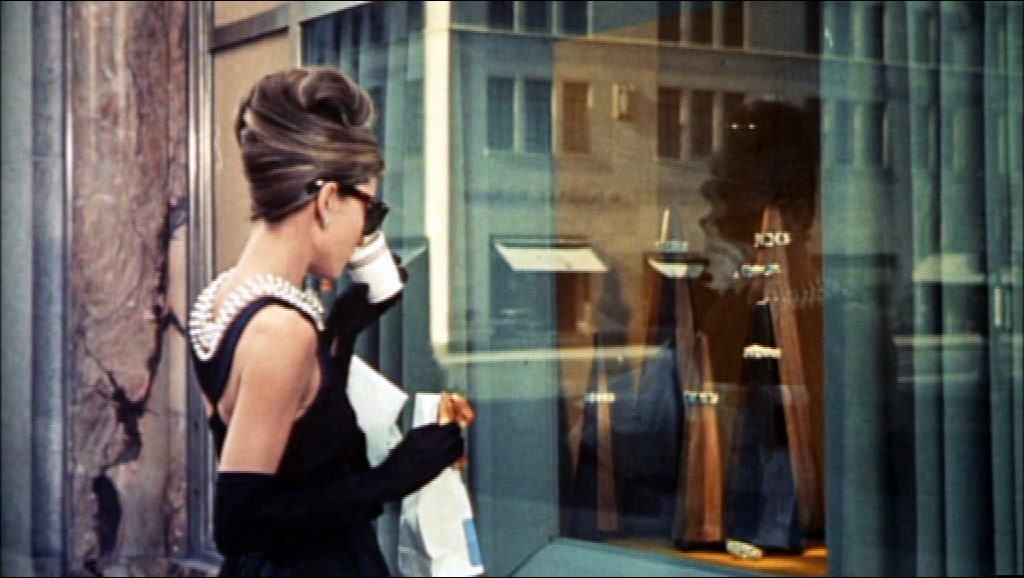
Audrey Hepburn devant les vitrines de Tiffany de Manhattan à New York.

Le film s'ouvre sur une version instrumentale et vocale (chœurs) de Moon River accompagnant l'arrivée au petit matin de Holly Golightly (Audrey Hepburn) devant les vitrines de Tiffany de Manhattan à New York, mais c'est plus tard, sur le rebord de la fenêtre de son appartement d'immeuble de New York, donnant sur l'escalier de secours qu'Holly interprète sa chanson Moon River en s'accompagnant à la guitare, sérénade romantique de rêve, accompagnée d'un orchestre symphonique, sous la fenêtre de son nouveau voisin écrivain du dessus Paul Varjak (George Peppard) qui se précipite dans l'escalier en question pour l'observer. Une version instrumentale cha-cha-cha, avec chœurs, plus rythmée « Moon River Cha Cha » est jouée lors de la fête organisée par Holly dans son appartement. Le film s'achève sur une version de Moon River chantée par des chœurs.
Les cinq déclinaisons originales de Moon River du film sont éditées pour la première fois dans l'album Henry Mancini: Moon River and Me de 2012 qui en compte neuf.
Une crique de Savannah, ville natale de Johnny Mercer en Géorgie, a été baptisée d'après la chanson. Andy Williams, qui a repris la chanson, a également appelé sa maison de production Moon River.

## Paroles
- Henry Mancini : « Chaque fois que j'ai entendu quelque chose d'aussi juste, c'était à vous donner les frissons, et lorsque Johnny Mercer a chanté ces mots « huckleberry friend », je les ai ressentis. J'ignore s'il savait l'effet que ces mots produisaient ou si c'était juste quelque chose qui lui venait comme ça, mais c'était palpitant[Note 5],[Note 2]. »
- La chanson évoque Moon River, une rivière large de près de deux kilomètres qui coule près de Savannah, en Géorgie[Note 6]. Elle reflète sans doute la nostalgie de son auteur, Johnny Mercer, pour le Sud, où il est né et a grandi. On suit alors cette rivière qui ramène, au gré de ses courbes, vers l'ami « Huckleberry » des Aventures de Huckleberry Finn, roman de Mark Twain[Note 7].
- L'expression « Mon ami Huckleberry », dans la chanson, est souvent considérée comme une référence à Huckleberry Finn, l'ami de Tom Sawyer. Mais, dans son autobiographie, Johnny Mercer précise que c'est en souvenir d'un ami d'enfance, son cousin Walter Rivers, avec lequel il avait l'habitude d'aller cueillir des airelles près d'une rivière en Géorgie[11].
- L'un des trois textes de travail commençait par ces paroles : « I'm Holly, like I want to be / like Holly on a tree back home... », texte qui n'a pas été retenu[8].

## Quelques distinctions
- Great American Songbook[12]
- 1961 :  Reprise par Danny Williams (en) avec son album Moon River and Other Great Movie Themes (en) : liste des titres musicaux numéro un au Royaume-Uni en 1961 (Noël) et liste des titres musicaux numéro un au Royaume-Uni en 1962.
- 1962 : album Breakfast at Tiffany's: Music from the Motion Picture (en) : 1re place du Billboard 200 américain
- 2001 : 172e des Songs of the Century de la Recording Industry Association of America.
- 2004 : 4e des AFI's 100 Years... 100 Songs de l'American Film Institute.

### Récompenses
- Oscars du cinéma 1962 : Oscar de la meilleure chanson originale à Johnny Mercer et Henry Mancini.
- Grammy Award 1962 : 
  - Grammy Award de l'enregistrement de l'année à Henry Mancini et son orchestre pour l'interprétation de la chanson Moon River.
  - Grammy Award de la chanson de l'année à Moon River, paroles de Johnny Mercer et musique d'Henry Mancini, interprétée par Andy Williams.
  - Grammy Award du meilleur arrangement musical à Henry Mancini pour la chanson Moon River.
  - Records des Grammy Awards
- Laurel Awards 1962 : Golden Laurel de la meilleure chanson à Johnny Mercer et Henry Mancini.

## Reprises
Cette chanson est reprise par de très nombreux interprètes, dont  (classement par ordre alphabétique du nom en faisant abstraction du pronom « The » pour les groupes musicaux) :
Elton John, 2Cellos, The Afghan Whigs, Paul Anka, Anna Caterina Antonacci (au Théâtre national de l'Opéra-Comique à Paris, le 19 juin 2010), Louis Armstrong, John Barrowman, Shirley Bassey, Carla Bruni, Melissa Benoist (dans l'épisode Crossover de The Flash, avec Supergirl), Mary Black, Art Blakey & The Jazz Messengers (instrumental), Sarah Brightman, Aretha Franklin, Jerry Butler, Al Caiola (en) (instrumental), Liz Callaway, Perry Como, Ray Conniff, Ania Dąbrowska, Étienne Daho (Surf (album)), Bobby Darin, Arielle Dombasle (Cabaret New Burlesque du 26 au 28 septembre 2014, au Cirque d'Hiver, à Paris), Billy Eckstine, Ella Fitzgerald, Emi Fujita (en), Melody Gardot, Judy Garland, Karel Gott, Grant Green, Greyhound (band) (en), Patty Griffin, Lisa Hannigan, Eddie Harris (instrumental), PJ Harvey et Vincent Gallo, Anne Hathaway (série Les Simpson, saison 21, épisode 10), The Innocence Mission, Bradley Joseph (instrumental), Barney Kessel (instrumental), The Killers, Ben E. King, Eartha Kitt, Kid Koala, James Last, Danielle Licari, Dean Martin, Katie Melua, Morrissey, Willie Nelson, Patsy Ann Noble, Frank Ocean, Luciano Pavarotti, Pink Martini, Franck Pourcel (instrumental), The Puppini Sisters, Jim Reeves, R.E.M., Bruno Ribera, André Rieu, Andrea Ross, Pedro José Sanchez Martinez (film La Mauvaise Éducation), Frank Sinatra, Barbra Streisand, Sarah Vaughan, Westlife, Andy Williams, Danny Williams (en) (N°1 des ventes au Royaume-Uni en 1961), Victoria Williams, Nancy Wilson, Kim Yoo-jin, Jacob Collier (Grammy Awards du meilleur arrangement accapella)...

## Cinéma, musique de film
- 1961 : Diamants sur canapé, de Blake Edwards, interprétée par Audrey Hepburn.
- 1968 : Les Frères siciliens, de Martin Ritt, pendant la scène  de mariage.
- 1969 : Goodbye Columbus, de Larry Peerce.
- 1979 : American Graffiti, la suite, de Bill L. Norton et George Lucas, interprétée par Andy Williams.
- 1989 : Né un 4 juillet, d'Oliver Stone, version d'Henry Mancini, pendant la scène du bal.
- 2004 : La Mauvaise Éducation, de Pedro Almodóvar, en version espagnole.
- 2004 : Rois et Reine, d'Arnaud Desplechin.
- 2010 : Tournée, de Mathieu Amalric, interprétée par Liberace.
- 2012 : Jean de la Lune, film d'animation de Stephan Schesch (de), interprétée par Louis Armstrong.

## Télévision
- 2000 : Audrey Hepburn, une vie.
- 2002 : " Sex and the city saison 4", Carrie et Big dansent dans son salon vide.
- 2003 : Angels in America (mini-série), de Mike Nichols, adapté de la pièce de Tony Kushner.
- 2006 : Cold Case : Affaires classées, thème final en version instrumentale.

## Jeux vidéo
- 2014 : Bayonetta 2, interprétée par Keeley Bumford